# Paul Kreutzberger
Paul Kreutzberger, auch Creutzberger († vor dem 18. April 1681 in Nürnberg) war ein deutscher Formschneider und Illustrator.

## Leben
Kreutzberger war ein Sohn des Heftleinmachers Christoph Kreutzberger und vermutlich ein naher Verwandter (Neffe?) des in Lübeck tätigen Formschneiders und Briefmalers Jürgen Creutzberger.
Von 1641 bis 1681 war er in der Zunftrolle (Ämterbüchlein) eingetragen. Von 1646 bis 1652 war er zusätzlich als Setzer bei dem Drucker und Verleger Michael Endter (1613–1682) angestellt. 1660 wurde er Kirchner (Kirchendiener) bei St. Lorenz. Er wohnte 1669 zur Miete im Mesnerhaus Lorenzer Platz 6.
Seit dem 23. September 1640 war er mit Barbara (geborene Richmann) verheiratet, einer Tochter des Paul Richmann.

## Werk
Für die Schreibvorschriften des Lübecker Rechenmeisters Arnold Möller soll er Versal-Buchstaben in Holz geschnitten haben.
Die größte Verbreitung erhielten die von ihm geschaffenen Illustrationen zur Bibelausgabe Endters mit Kommentar von Johann Michael Dilherr, einer verkleinerten Ausgabe der Kurfürstenbibel (Endter-Bibel). Sie erschien 1656 und erlebte bis 1788 mindestens 29 Auflagen.
1658 schnitt er die Bildstöcke der Illustrationen zu Orbis sensualium pictus von Johann Amos Comenius.
Sein Monogramm sind in der Regel unter sich etwas verschiedenartige Varianten von PC, manchmal auch ein P unter einem von einem Kreuz gekrönten Dreieck (Kreuzberg).